# زتلند، نیو ساوت ولز
زتلند (به انگلیسی: Zetland) یک حومه شهر در استرالیا است که در نیو ساوت ولز واقع شده‌است.